# امبوخرینی
امبوخرینی (به لاتین: Ambukhaireni) یک منطقهٔ مسکونی در نپال است که در Gandaki Zone واقع شده‌است.

## خصوصیات
امبوخرینی ۱۱٬۴۵۰ نفر جمعیت دارد.